# Radio Plus Lublin
Radio Plus Lublin – katolicka stacja radiowa archidiecezji lubelskiej, należąca do sieci Radia Plus.
Radio Plus Lublin powstało w 1998 roku na bazie Katolickiego Radia Lublin powstałego w 1994 z inicjatywy abp Bolesława Pylaka. 1 października 2005, decyzją abp Józefa Życińskiego rozgłośnia została wyłączona z sieci i zmieniła nazwę na Radio eR. W 2017, decyzją abp Stanisława Budzika stacja ponownie znajduje się w sieci Radia Plus, na podstawie umowy podpisanej pomiędzy Porozumieniem Radiowym Plus a archidiecezją lubelską.

## Historia
Korzenie Radia Plus Lublin sięgają Katolickiego Radia Lublin. Rozgłośnia powstała w wyniku dekretu wydanego 28 marca 1994 przez arcybiskupa metropolitę lubelskiego Bolesława Pylaka. Stacja radiowa rozpoczęła swoją działalność 3 kwietnia 1994 na częstotliwości 87,9 MHz. Pierwszym dyrektorem radia był ks. prof. Tadeusz Zasępa. 1 września 1998, Katolickie Radio Lublin przyłączyło się do nowo powstałej sieci Radio Plus, zmieniając nazwę na Radio Plus Lublin.
W 2005 doszło do podziału sieci – spółki obsługujące sieć upadły. Diecezje mogły zdecydować z kim chcą współpracować – czy ze spółką Ad.point (wybraną przez ks. Kazimierza Sowę, ówczesnego prezesa Radia Plus) czy z Grupą Radiową Time (wybraną przez Episkopat Polski). Archidiecezja lubelska postanowiła o emisji własnego programu – decyzją abpa Józefa Życińskiego lubelska rozgłośnia wystąpiła z sieci. 1 października 2005, Radio Plus Lublin zostało przekształcone w Radio eR.
17 listopada 2010, Archidiecezja lubelska wystąpiła do Krajowej Rady Radiofonii i Telewizji z wnioskiem o zmianę nazwy programu z Radio eR na Radio Plus Lublin. Miesiąc później, KRRiT postanowiła wydać zgodę, a program miał ruszyć w styczniu 2011. W późniejszym czasie, strona kościelna zgłaszała zastrzeżenia co do umowy, ponadto abp Józef Życiński chciał renegocjacji umowy. Ta sytuacja oraz zawirowania w sieci spowodowały, iż nie doszło do planowanej zmiany.
1 marca 2017, w liście pasterskim do diecezjan z okazji Wielkiego Postu, abp Stanisław Budzik poinformował o przekształceniu Radia eR w Radio Plus Lublin. W nocy z 15 na 16 kwietnia 2017 rozpoczęto emisję Radia Plus. Od 18 kwietnia 2017 emitowane są programy i wiadomości lokalne – pasmo jest nadawane w godzinach 16:00-20:00. Rozgłośnia posiada również  lokalny serwis informacyjny na stronie internetowej stacji.
Dyrektorem programowym rozgłośni od 2017 jest ks. Krzysztof Podstawka. Siedziba rozgłośni znajduje się przy ul. Krakowskie Przedmieście 56 (W siedzibie grupy ZPR).

## Zasięg
W latach 1998–2003 rozgłośnia nadawała z anteny nadawczej umieszczonej na maszcie zlokalizowanym przy RTCN Boży Dar. Od 30 grudnia 2003, program nadawany jest z anteny nadawczej umieszczonej na wieży w Piotrkowie Pierwszym. Moc nadajnika wynosi 25 kW. Zmiana lokalizacja podyktowana była zmniejszeniem kosztów emisji programu. Od dnia 29 kwietnia 2020 roku program jest również nadawany z anteny nadawczej umieszczonej na wieży Kościoła pw. św. Alberta Chmielowskiego w Puławach na częstotliwości 91,2 MHz otrzymanej w dniu 26 października 2010 roku na mocy decyzji KRRiT. Moc nadajnika wynosi 0,5 kW.